# 560.
560. je sedmo desetletje v 6. stoletju med letoma 560 in 569. 